# IC 2411
IC 2411 је спирална галаксија у сазвјежђу Рак која се налази на листи објеката дубоког неба у Индекс каталогу.
Деклинација објекта је + 19° 2' 37" а ректасцензија 8h 48m 30,2s. Привидна величина (магнитуда) објекта IC 2411 износи 14,7 а фотографска магнитуда 15,5. IC 2411 је још познат и под ознакама NGC 2667B, MCG 3-23-9, CGCG 90-18, PGC 24755.